# منزل فاطمي
منزل فاطمي (بالفارسية: خانه فاطمی) هو منزل تاريخي يعود إلى عصر القاجاريون، ويقع في نائين.